# 9069 Hovland
Hovland (asteróide 9069) é um asteróide da cintura principal, a 1,686662 UA. Possui uma excentricidade de 0,1183277 e um período orbital de 966,42 dias (2,65 anos).
Hovland tem uma velocidade orbital média de 21,53437582 km/s e uma inclinação de 19,57547º.
Este asteróide foi descoberto em 16 de Julho de 1993 por Eleanor Helin.